# 7776
7776（七千七百七十六、ななせんななひゃくななじゅうろく） は自然数、また整数において、7775 の次で 7777の前の数である。 

## 性質
- 7776は合成数であり、約数は1, 2, 3, 4, 6, 8, 9, 12, 16, 18, 24, 27, 32, 36, 48, 54, 72, 81, 96, 108, 144, 162, 216, 243, 288, 324, 432, 486, 648, 864, 972, 1296, 1944, 2592, 3888, 7776である。
  - 約数の和は22932。
- 6番目の五乗数である。1つ前は3125、次は16807。
- 平方数でも立方数でもない累乗数の中では7番目の数である。1つ前は3125、次は8192。
- 1284番目のハーシャッド数である。1つ前は7770、次は7800。
  - 五乗数がハーシャッド数になる3番目の数である。1つ前は243、次は59049。
- 約数の和が7776になる数は18個ある。(3210, 3498, 3710, 3882, 3910, 4310,  4922, 4982, 5182, 5457, 5885, 6035, 6095, 6307, 6797, 7117, 7327, 7597) 約数の和18個で表せる4番目の数である。1つ前は7440、次は9408。

## その他 7776 に関連すること
- ISO/IEC 7776